# Studia i Materiały z Historii Kultury Materialnej
Studia i Materiały z Historii Kultury Materialnej – rocznik wydawany przez Instytut Archeologii i Etnologii PAN. Ukazuje się od 1957 roku. 
Publikuje się w nim prace dotyczące historii, archeologii, kultury materialnej, dziejów chrześcijaństwa, metrologii, paleografii okresu średniowiecza i czasów nowożytnych w Europie Środkowej. Redaktorem naczelnym jest Jerzy Kruppe.